# Schwarzmönch
Schwarzmönch är en bergstopp i Schweiz.   Den ligger i distriktet Interlaken-Oberhasli och kantonen Bern, i den centrala delen av landet, 60 km sydost om huvudstaden Bern. Toppen på Schwarzmönch är 2 649 meter över havet.
Terrängen runt Schwarzmönch är mycket bergig. Närmaste större samhälle är Grindelwald, 11,6 km nordost om Schwarzmönch. 
I omgivningarna runt Schwarzmönch växer i huvudsak blandskog. Runt Schwarzmönch är det glesbefolkat, med 20 invånare per kvadratkilometer.